# KV3
KV3 i Konungarnas dal utanför Luxor i Egypten var begravningsplats för farao Ramses IIIs son under Egyptens tjugonde dynasti. Utgrävningen genomfördes under överinseende av den engelske egyptologen Harry Burton 1912.
Gravkammaren har måtten 3,13 meters höjd och 7,71 meters bredd och en total längd av 53,47 meter.